# Heinävesi
Heinävesi és un municipi de Finlàndia. Els únics monestirs ortodoxos nòrdics (Uusi Valamo i el convent Lintulan Pyhän Kolminaisuuden) es troben a Heinävesi. La cantant Laila Kinnunen va morir a la ciutat.
Està situat a la província de Finlàndia Oriental i és part de la regió de Savònia del Sud. El municipi té una població de 3.815 habitants i té una superfície de 1.318,99 quilòmetres quadrats dels quals 288,71 km² coberts d'aigua. La densitat de població és de 3,7 habitants per quilòmetre quadrat.
El municipi és unilingüe (finès).

## Galeria

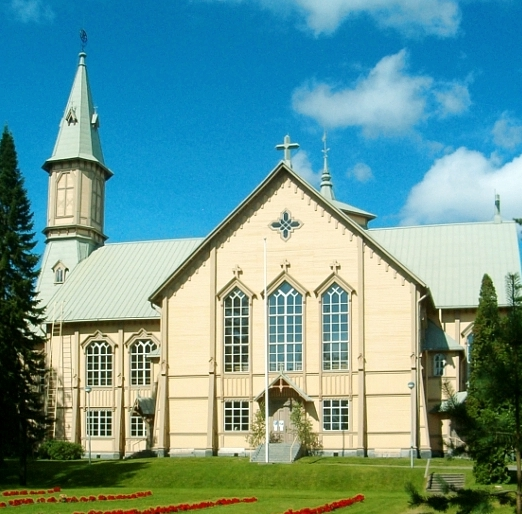
L'església luterana de Heinävesi
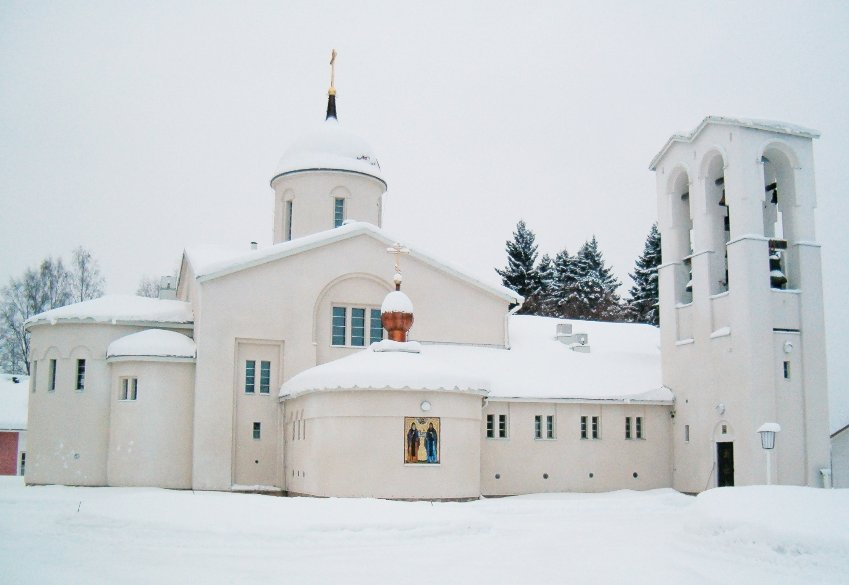
Església principal del monestir de Uusi Valamo
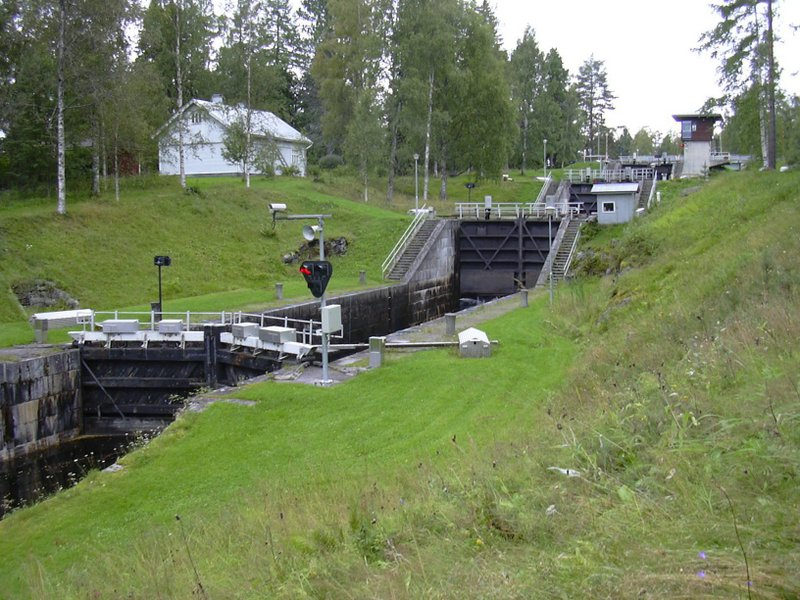
Canal de Varistaipale
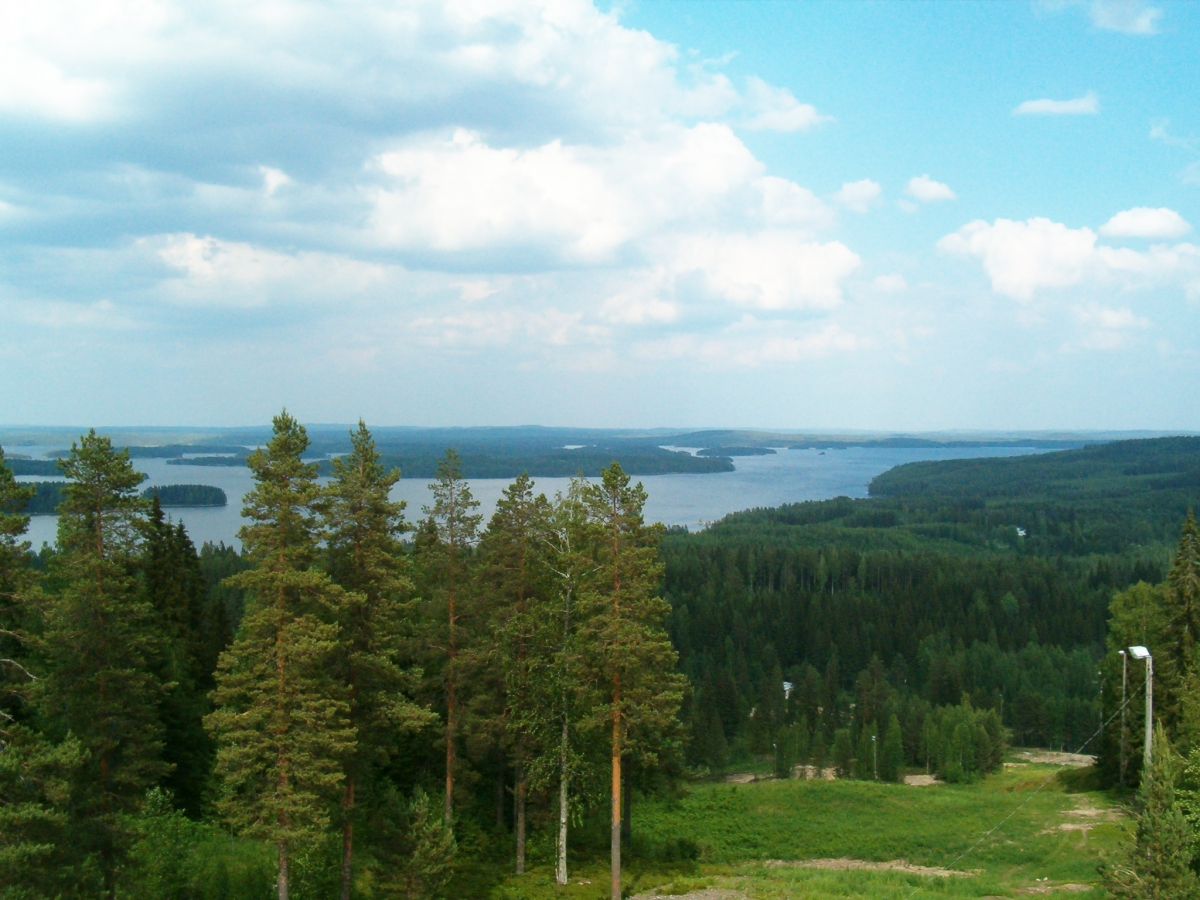
Llac Kermajärvi (des de d'alt)
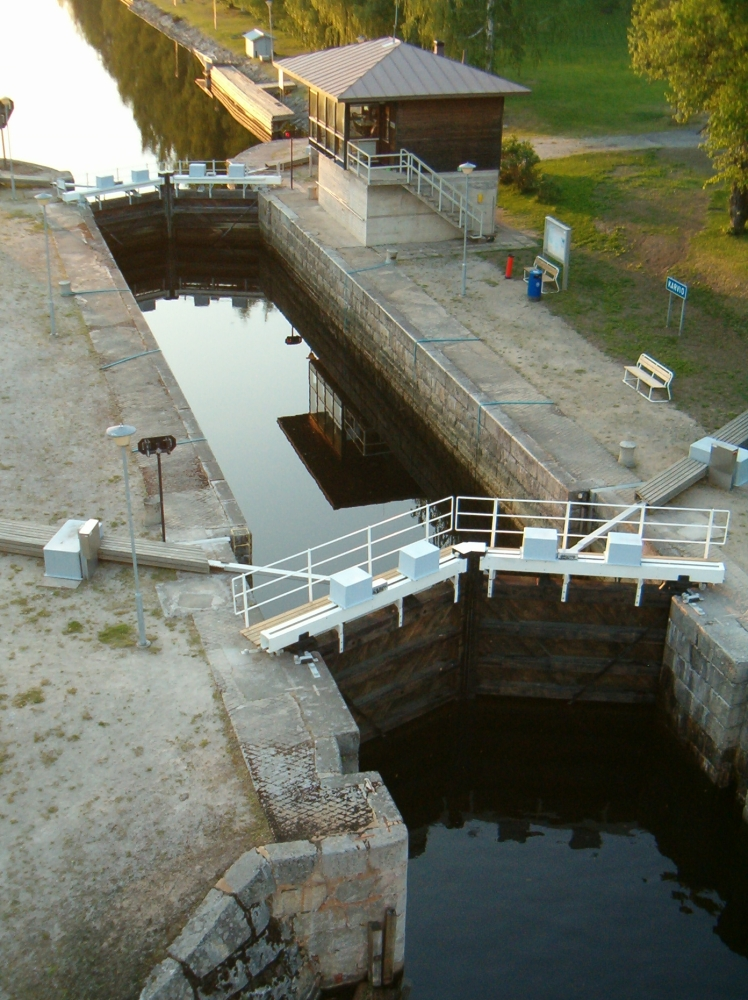
Canal Karvio
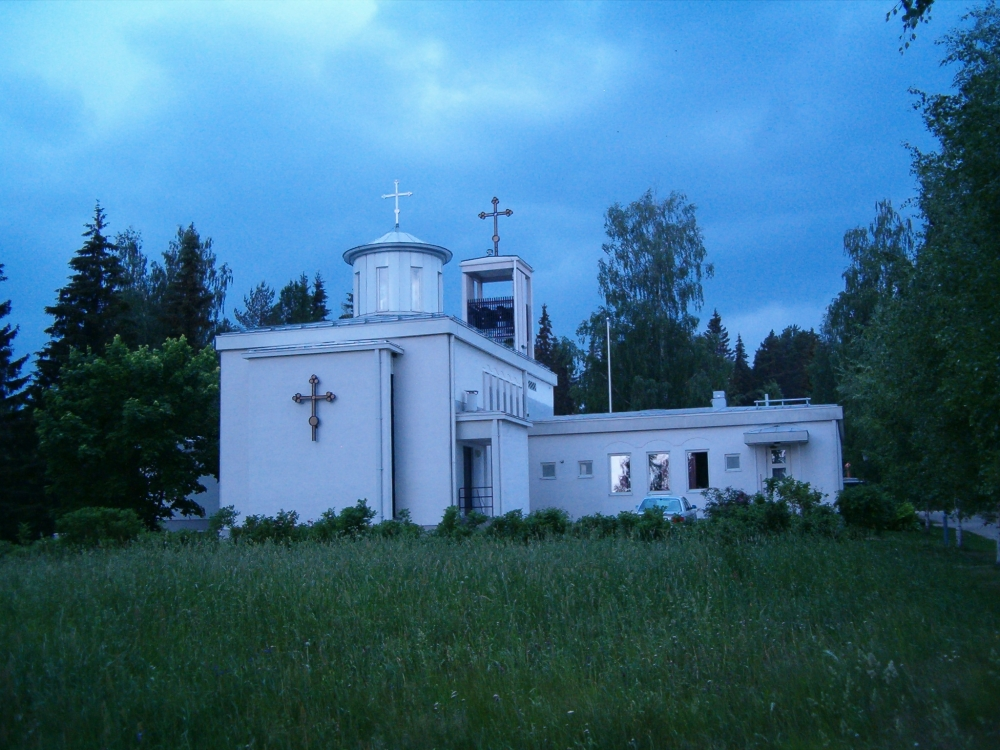
L'església del Lintulan Pyhän Kolminaisuuden